# 格羅德庫夫

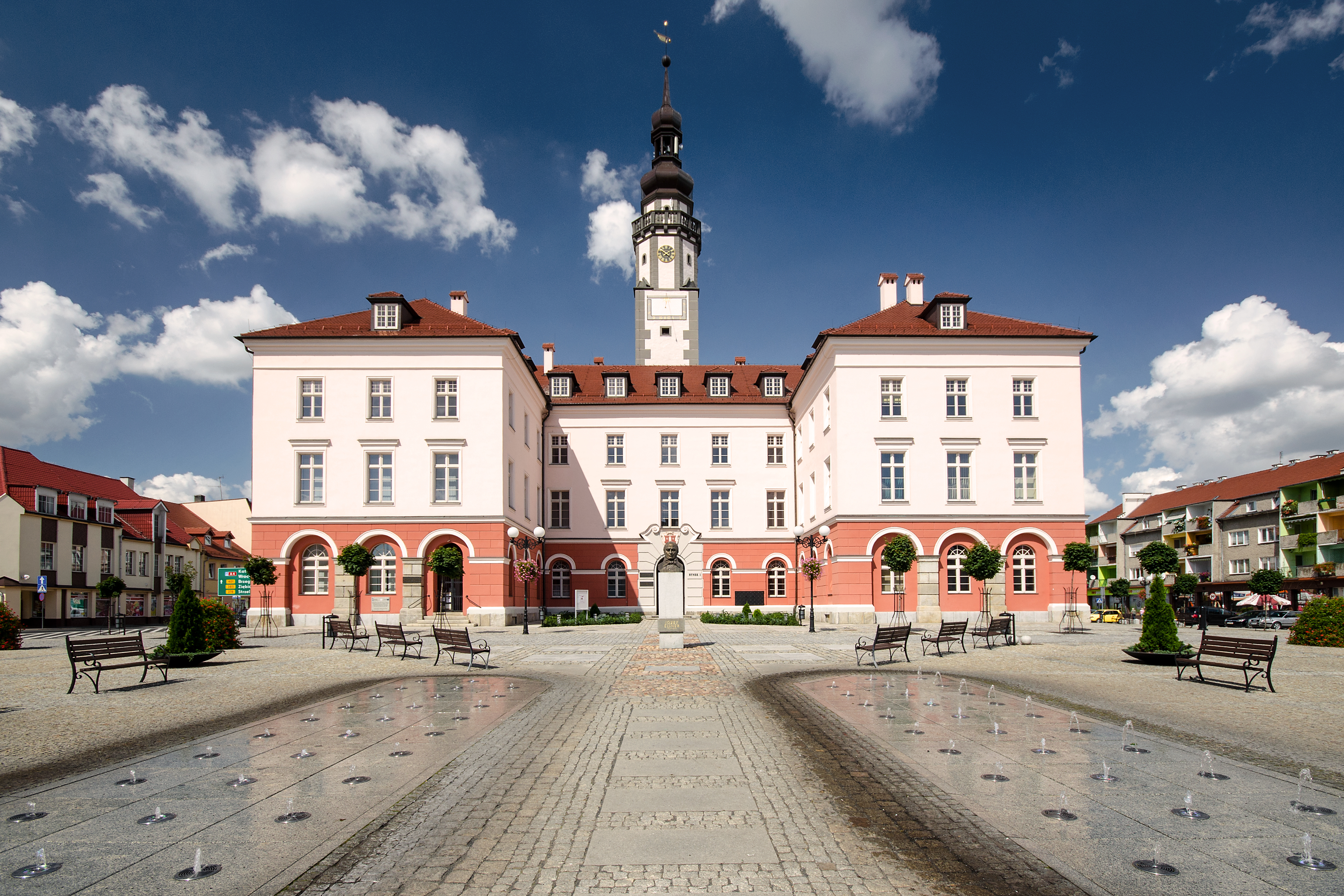

格羅德庫夫（波蘭語：Grodków）是波蘭的城鎮，位於該國西部，距離布熱格約20公里，由奧波萊省負責管轄，面積9.88平方公里，海拔高度175米，主要經濟活動有服務業和農業，2007年人口8,709。

## 外部連結
- （波兰語） biggest website （页面存档备份，存于）
- （波兰語） Municipal website （页面存档备份，存于）
- （德文） Heimatstube der Grottkauer （页面存档备份，存于）
- Jewish Community in Grodków （页面存档备份，存于） on Virtual Shtetl

50°42′N 17°23′E / 50.700°N 17.383°E